# لا إستافيتا ليتيراريا (مجلة)
كانت مجلة لا إستافيتا ليتيراريا (في سنواتها الأخيرة، نويبا إستافيتا) مجلة ثقافية إسبانية تصدر كل أسبوعين، بدأت النشر في عام 1944 واختفت في عام 2001. وخلال معظم فترة وجودها، كانت مكاتبها تقع في شارع جران بيا في مدريد.